# Marin Frčko
Marin Frčko, hrvatski vozač relija Profesionalni je vozač relija. Ostvario je desetke nastupa na velikim natjecanjima.
Kao suvozač, većinom se natjecao u paru s Goranom Francetićem, najviše u vozilu Mitsubishi Lancer Evo VIII, zatim u vozilu Mazda 323 GT-R i Mitsubishi Lancer Evo IX.
Pokrenuo je hrvatsko sudjelovanje na najpoznatijem svjetskom relijaškom natjecanju, Rallyju Dakar. Na njemu je sudjelovao dok se Dakar još vozio na autentičnim rutama na sjeveru Afrike. Četiri se puta natjecao kao suvozač, a dvaput je uspio doći do cilja. 